# Natalia Padilla
Natalia Padilla (Málaga, 6 november 2002) is een in Spanje geboren voetbalspeelster uit Polen. Ze speelt op huurbasis als aanvaller voor Sevilla FC in de Primera División.

## Vroegere leven
Padilla werd geboren in Málaga als de dochter van een Amerikaanse vader van Spaanse afkomst en een Poolse moeder. Haar grootmoeder is geboren in Marokko en immigreerde naar Spanje.

## Clubcarrière
Padilla begon haar profcarrière in haar geboortestad bij Málaga CF in Spanje. Vanaf 2021 kwam ze uit voor het Zwitserse Servette FC. In de zomer van 2023 tekende ze een contract bij FC Bayern München. Ze werd gelijk voor het seizoen 2023/24 verhuurd aan competitiegenoot 1. FC Köln. In het daaropvolgende seizoen volgde voor Padilla een nieuwe verhuurbeurt aan het Spaanse Sevilla.

## Statistieken
| Seizoen | Club              | Land        | Competitie       | Wedstrijden | Doelpunten |
| ------- | ----------------- | ----------- | ---------------- | ----------- | ---------- |
| 2022/23 | Servette FC       | Zwitserland | Super League     | 21          | 21         |
| 2023/24 | FC Bayern München | Duitsland   | Bundesliga       | 18          | 2          |
| 2024/25 | Sevilla FC        | Spanje      | Primera División | 26          | 10         |
| Totaal  | Totaal            | Totaal      | Totaal           | 65          | 33         |

Bijgewerkt t/m 8 mei 2025.

## Interlandcarrière
Padilla maakte haar debuut voor het Poolse nationale team op 13 april 2021 in een 2-4 nederlaag in een vriendschappelijke wedstrijd tegen Zweden. Ze maakte haar eerste interlanddoelpunt in een 4-0 vriendschappelijke overwinning op Marokko op 6 oktober 2022.